# Теория большего дурака
Тео́рия бо́льшего дурака́ (англ. greater fool theory) — концепция спекулятивной торговли финансовыми активами (ценными бумагами, домами и другими), которая утверждает, что можно делать деньги, покупая актив и затем продавая его с прибылью, потому, что всегда найдётся «бо́льший дурак» — новый покупатель, который также рассчитывает быстро перепродать его с прибылью.
Теория большего дурака работает только в период спекулятивного роста финансового актива («надувания пузыря»), эксперты в экономике предостерегают от покупки растущего актива с целью заработать на кратковременном росте его цены. Инвестиции в растущий актив всегда имеют повышенный риск потерь вложенных средств.
В эту теорию преимущественно верят те люди, которые не знакомы с независимыми исследованиями финансового рынка. Среди поверивших в неё выигрывают только те игроки, кто вовремя (достаточно рано) вышел из надувающегося пузыря.

## Инвестиционные пузыри
Теория большего дурака объясняет возникновение спекулятивных пузырей на финансовых рынках. Во время роста пузыря кажется, что эта теория верна и рост цены актива будет бесконечным. Но его рост в какой-то момент остановится и затем цена начнёт снижаться, пузырь «лопается», происходит массовая распродажа актива и цена на него падает.
Большинство экономических экспертов не рекомендуют людям слишком сильно верить в теорию большего дурака, если они не провели заранее множество независимых исследований рынка. В частности, финансовые консультанты не рекомендут покупать недвижимость для её быстрой перепродажи.

## Макроэкономические последствия
Влияние одного и даже отдельной группы инвесторов на рынок мало. Даже локализованный в отдельном активе пузырь затрагивает только вложившихся в него людей. Однако возможна ситуация, когда большинство торгующих на финансовом рынке людей одновременно вкладываются в одни и те же «мусорные» активы, переоцененную недвижимость или произведения искусства, и тем самым привлекают новых инвесторов вложиться в то же самое, «надувается» пузырь масштаба всего рынка, а когда он «лопается», страдают все, что может привести к коллапсу всего рынка.
Люди обычно игнорируют критические факторы риска, и дефолт наступает для них неожиданно. Перед ипотечным кризисом 2008 года игроки рынка ипотечных ценных бумаг беспокоились о рисках процентных ставок и предоплаты, но не думали о риске дефолта.
Уверенность людей в существование «большего дурака» на свободных финансовых рынках приводит к регулярным экономическим кризисам, самым крупным из которых в истории была Великая депрессия. С целью предупредить регулярное повторение финансовых кризисов государственные регуляторы требуют от банков и компаний использовать риск-менеджмент (оценивать финансовый риск) и формировать защитные активы. В частности, банки обязаны иметь запас ликвидности.